# Jennifer Murnane O’Connor

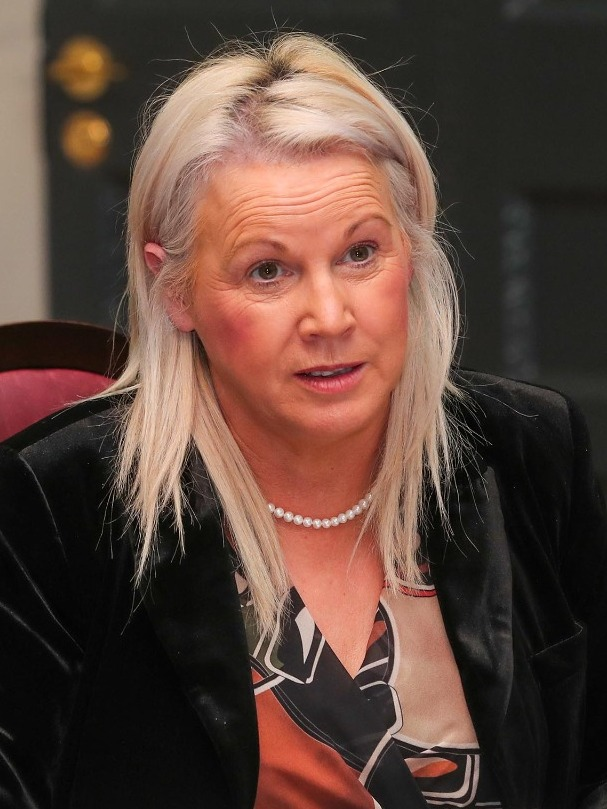
Jennifer Murnane O’Connor (2022)

Jennifer Murnane O’Connor (* 24. Mai 1966 in Waterford, County Waterford, Irland) ist eine irische Politikerin der Fianna Fáil. Sie gehörte ab 2016 dem Seanad Éireann, dem Oberhaus, und ab 2020 dem Dáil Éireann, dem Unterhaus des irischen Parlaments, an.

## Leben
Murnane O’Connor arbeitete vor ihrer politischen Karriere als Schuhverkäuferin. 
1999 versuchte sie zunächst erfolglos, ein kommunalpolitisches Mandat in Carlow zu erzielen. Erst in der Nachfolge ihres Nachfolgers rückte sie 2002 in den Carlow County Council ein. 2004, 2009 und 2014 konnte sie ihr Mandat dort verteidigen.
2007 versuchte sie, über die Arbeitnehmerliste in den Seanad Éireann einzuziehen, scheiterte aber.
Ebenfalls ohne Erfolg blieben ihre Versuche, bei den Wahlen zum Dáil Éireann 2011 für den Wahlkreis Carlow–Kilkenny in den Dáil bzw. daran anschließend in den Seanad einzuziehen. 
Bei den Wahlen 2016 verfehlte Murnane O’Connor erneut die notwendigen Stimmzahlen für einen Sitz im Dáil. Jedoch war sie diesmal auf der Arbeitnehmerliste für den Seanad erfolgreich.
Als 2020 erneut Wahlen stattfanden, konnte sie diesmal einen Sitz im Dáil Éireann erobern und 2024 knapp verteidigen. 
Am 29. Januar 2025 wurde sie in der Regierung Martin II zur Staatsministerin für das öffentliche Gesundheitswesen und die Drogenbekämpfungsstrategie ernannt.

## Privates
Murnane O’Connor ist seit 1985 mit Pat O’Connor verheiratet, mit dem sie vier Kinder hat.